# Santuario della Madonna dei Fanghi
Il santuario della Madonna dei Fanghi è un luogo di culto cattolico situato nel comune di Pieve di Teco, in provincia di Imperia.
Situato alla confluenza tra i torrenti Armo e Arrogna, immerso tra la fitta vegetazione, l'edificio è raggiungibile tramite la strada provinciale 6 collegante Pieve di Teco e Armo, oppure tramite un percorso naturalistico pedonale sempre da Pieve di Teco. Fa parte della diocesi di Albenga-Imperia.

## Storia e descrizione
Secondo le fonti storiche la nascita del santuario è legata al culto religioso che nel XVII secolo crebbe attorno ad un'immagine raffigurante la Visitazione; l'effigie fu posta da un certo Antonio Aicardo su un pilone nella prima metà del Seicento.
Sul luogo fu costruita nel 1678 una primaria cappella ottagonale, ornata internamente da affreschi, così come testimonia una lapide marmorea sulla facciata. Nel corso del XVIII secolo la chiesa fu ampliata così come si presenta ancora oggi, in stile tardo barocco.
L'intitolazione alla Madonna dei Fanghi deriverebbe dalle caratteristiche geofisiche del territorio circostante, infatti il luogo è ricco di fango per l'abbondanza di acqua.
Il 2 luglio vi si celebra la festa della Visitazione.
All'interno del santuario si conserva il dipinto raffigurante la Vergine Maria con il Bambino Gesù.